# Diviaky nad Nitricou
Diviaky nad Nitricou (em húngaro: Nyitranovák; alemão: Divick) é um município da Eslováquia, situado no distrito de Prievidza, na região de Trenčín. Tem 19,86 km² de área e sua população em 2018 foi estimada em 1.747 habitantes.

## Demografia
| Ano:        | 1994 | 2004   | 2014   | 2024   |
| ----------- | ---- | ------ | ------ | ------ |
| Broj ljudi: | 1763 | 1798   | 1761   | 1760   |
| Razlika:    |      | +1,98% | -2,05% | -0,05% |

| Ano:               | 2023 | 2024   |
| ------------------ | ---- | ------ |
| Número de pessoas: | 1771 | 1760   |
| Diferença:         |      | -0,62% |